# Сталкер (кинофестиваль)
«Ста́лкер» — международный кинофестиваль фильмов о правах человека. Проводится ежегодно с 1995 года в Москве. Открывается традиционно 10 декабря, в день принятия Генеральной ассамблеей ООН Всеобщей декларации прав человека, и завершается 15 декабря.
В программах фестиваля принимают участие лучшие российские и зарубежные игровые и документальные фильмы о правах человека.
Президентом кинофестиваля долгое время был Марлен Хуциев, президент Гильдии кинорежиссёров России. С 2019 года президентом фестиваля является Вадим Абдрашитов.
В день открытия на фестивале проходит церемония вручения специальных призов «Сталкер» «За права человека» героям документальных лент, жизнь которых посвящена защите прав человека и отражена в фильмах.
Кинофестиваль «Сталкер» — не политический и не коммерческий проект. Вход на все фестивальные просмотры всегда свободный. В течение года фильмы-призёры представляются в регионах России в рамках благотворительных акций кинофестиваля «Сталкер».
Кинофестиваль «Сталкер» направлен на формирование правового сознания широкой зрительской аудитории средствами кино и поощрения кинематографистов, создающих фильмы о правах человека.
В состав жюри фестиваля входят кинорежиссёры, сценаристы, актёры, журналисты. Слушатели Школы журналистики имени Владимира Мезенцева при Домжуре с 2010 года организовывают пресс-конференции и выступают в роли молодёжного жюри.

## Происхождение названия фестиваля
В 1990-х годах российские кинематографисты часто обращались к теме сталинских репрессий и проблеме лиц, находящихся в местах лишения свободы. Именно так родилось название «Сталкер», как попытки проникнуть в «зону», малоисследованную и волнующую нас всех.

## Главные задачи
- формирование правового сознания общества средствами кинематографа[7];
- просвещение и ознакомление широкой зрительской аудитории с лучшими фильмами о правах человека[8];
- поощрение режиссёров, создающих фильмы о правах человека[8].

## Основные программы
- Международный конкурс игровых и документальных фильмов.
- Международная панорама фильмов о правах человека.
- Благотворительные выездные акции кинофестиваля в регионах России.

## Учредители
- Гильдия кинорежиссёров России
- Московская гильдия актёров театра и кино
- Союз журналистов России

## Призы
- Приз «Сталкер» лучшему игровому фильму.
- Приз «Сталкер» лучшему неигровому фильму.
- Приз «Сталкер» «За дебют в игровом кино».
- Специальный приз Гильдии кинорежиссёров России.
- Специальный приз Союза журналистов России.
- Специальный приз имени Валерия Фрида за кинодраматургию.
- Специальный приз правозащитных организаций имени Феликса Светова.
- Специальный приз имени Георгия Жженова.
- Специальный приз имени писателя Анатолия Приставкина.
- Специальный приз имени Сергея Говорухина.
- Приз киноведов и кинокритиков.

## Лауреаты главного приза
- 1995 — художественный «Караул» (реж. Александр Рогожкин)[9]
- 1996 — художественный «Кавказский пленник» (реж. Сергей Бодров)[10]
- 1997 — художественный «Прокляты и забыты» (реж. Сергей Говорухин)[11]
- 1998 — художественный «Две луны, три солнца» (реж. Роман Балаян), «В поисках тёплого дома» (реж. Ю. Авдеев), «Вайнахи. Между прошлым и будущим» (автор А. Петрова), «Узел» (реж. Александр Сокуров)
- 1999 — документальный «Четырнадцатилетние. Рождённые в СССР» (реж. Сергей Мирошниченко)[12]
- 2000 — анимационный «Адажио» (реж. Гарри Бардин)[13]
- 2001 — художественный «Змей» (реж. Алексей Мурадов)[14], «Форсаж» (реж. Наталия Гугуева), «Надувные шарики» (реж. Тофик Шахвердиев), «Президент и его внучка» (реж. Тигран Кеосаян)
- 2002 — документальный «Клондайка» (реж. Владимир Попов)[15]
- 2003 — художественный «Последний поезд» (реж. Алексей Герман-мл.)[16]
- 2004 — документальный «Маленькая Катерина» (реж. Иван Головнёв)[17]
- 2005 — художественный «Собака Павлова»(реж. Екатерина Шагалова)[18]
- 2006 — документальный «Странник» (реж. Сергей Карандашов)[19]
- 2007 — художественный «Кремень» (реж. Алексей Мизгирев)[20]
- 2008 — художественный «Дикое поле» (реж. Михаил Калатозишвили)[21]
- 2009 — художественный «Чудо» (реж. Александр Прошкин)[22]
- 2010 — художественный «Кочегар» (реж. Алексей Балабанов)[23]
- 2011 — художественный «Сибирь. Монамур» (реж. Слава Росс)[24]
- 2012 — художественный «Я буду рядом» (реж. Павел Руминов)[25]
- 2013 — художественный «Жажда» (реж. Дмитрий Тюрин) и «Зимний путь» (реж. Сергей Тарамаев, Любовь Львова)[26]
- 2014 — художественный «Испытание» (реж. Александр Котт)[27]
- 2015 — художественный «Пионеры-герои» (реж. Наталья Кудряшова)[28]
- 2016 — художественный «Вся наша надежда» (реж. Карен Геворкян)[29]
- 2017 — документальный «Крестьянин» (реж. Вячеслав Орехов)[30]
- 2018 — документальный «Показания свидетеля» (реж. Владимир Герчиков)[31]
- 2019 — документальный «Каляевская, 5» (реж. Мария Сорокина)[32]
- 2020 — документальный «Театр за колючей проволокой» (реж. Инна Кокорина)[33]
- 2021
- 2022 — художественный «Здоровый человек» (реж. Петр Тодоровский)
- 2023 — художественный «Узлы» (реж. Олег Хамоков)

## Хронология проведения и победители

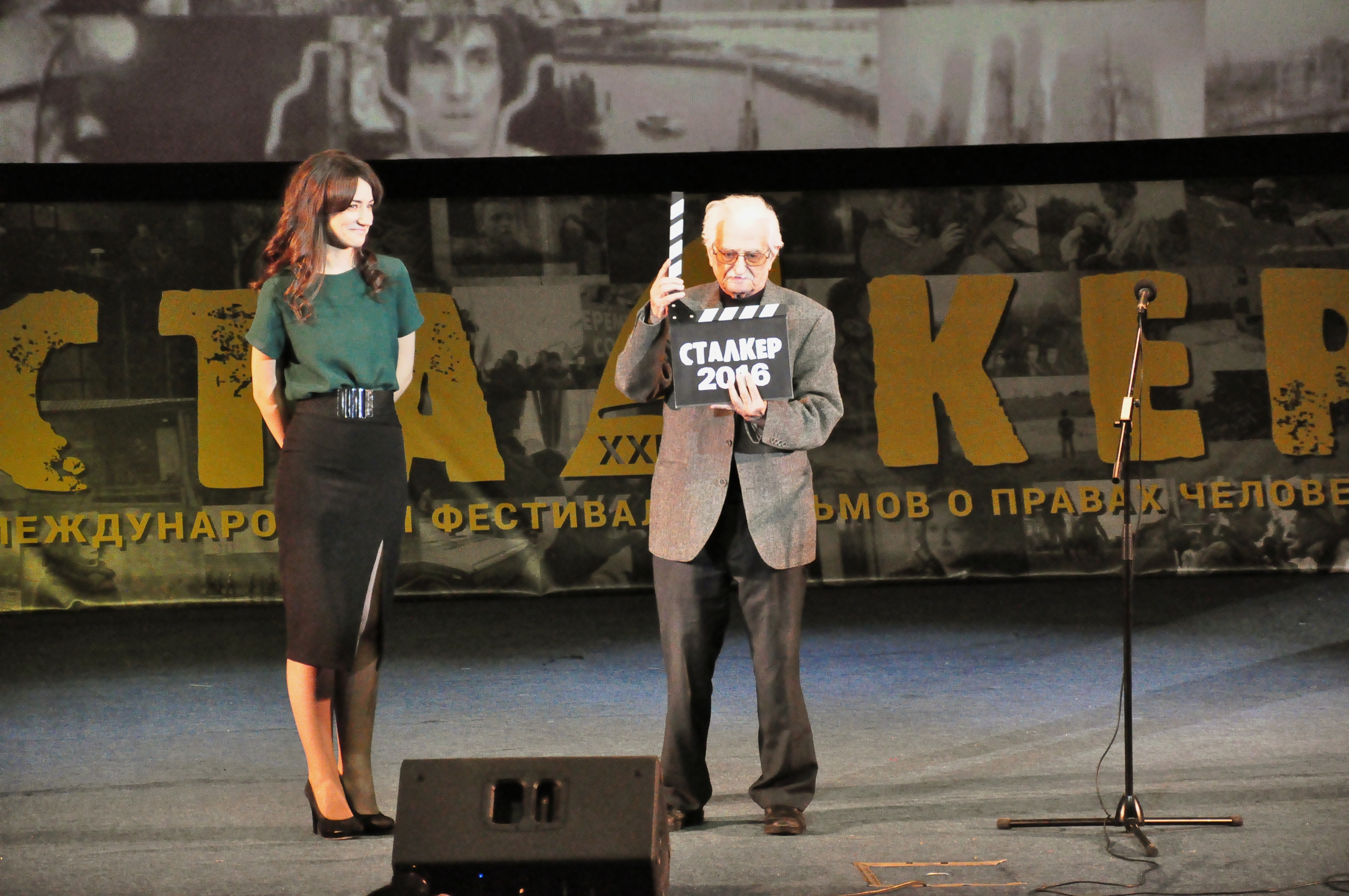
Церемония открытия XXII фестиваля,
Центральный Дом кино, 10 декабря 2016

- 1995 — I Правозащитная благотворительная акция — кинофестиваль «Сталкер»
- 1996 — II Московский международный правозащитный кинофестиваль «Сталкер»
- 1997 — III Московский международный правозащитный кинофестиваль «Сталкер»
- 1998 — IV Московский международный правозащитный кинофестиваль «Сталкер»
- 1999 — V Московский международный правозащитный кинофестиваль «Сталкер»
- 2000 — VI Московский международный правозащитный кинофестиваль «Сталкер»
- 2001 — VII Московский международный правозащитный кинофестиваль «Сталкер»
- 2002 — VIII Московский международный правозащитный кинофестиваль «Сталкер»
- 2003 — IX Международный фестиваль фильмов о правах человека «Сталкер»
- 2004 — X Международный фестиваль фильмов о правах человека «Сталкер»
- 2005 — XI Международный фестиваль фильмов о правах человека «Сталкер»

- 2006 — XII Международный фестиваль фильмов о правах человека «Сталкер»
- 2007 — XIII Международный фестиваль фильмов о правах человека «Сталкер»
- 2008 — XIV Международный фестиваль фильмов о правах человека «Сталкер»
- 2009 — XV Международный фестиваль фильмов о правах человека «Сталкер»
- 2010 — XVI Международный фестиваль фильмов о правах человека «Сталкер»
- 2011 — XVII Международный фестиваль фильмов о правах человека «Сталкер»
- 2012 — XVIII Международный фестиваль фильмов о правах человека «Сталкер»
- 2013 — XIX Международный фестиваль фильмов о правах человека «Сталкер»
- 2014 — XX Международный фестиваль фильмов о правах человека «Сталкер»
- 2015 — XXI Международный фестиваль фильмов о правах человека «Сталкер»[34]
- 2016 — XXII Международный фестиваль фильмов о правах человека «Сталкер»[35]
- 2017 — XXIII Международный фестиваль фильмов о правах человека «Сталкер»[36]
- 2019 — XXV Международный фестиваль фильмов о правах человека «Сталкер»[37]
- 2020 — XXVI Международный фестиваль фильмов о правах человека «Сталкер»[38]
- 2021 — XXVII
- 2022 — XXVIII Международный фестиваль фильмов о правах человека «Сталкер»
- 2023 — XXIХ Международный фестиваль фильмов о правах человека «Сталкер»

## Киношкола «Права человека»
В 2011 году кинофестиваль учредил первую российскую киношколу «Права человека». Это новая инфраструктура в области просвещения и новая позитивная форма досуга молодёжи. Предполагается, что молодые талантливые люди, заинтересованные в расширении своих знаний в области истории, права и киноискусства, смогут стать инициаторами создания киноклубов.
Главная цель киношколы — просвещение молодёжи в области защиты прав человека средствами кинематографа.
В программе киношколы — фильмы на тему прав человека, участвующие в Международном фестивале фильмов о правах человека «Сталкер».
Занятия в рамках киношколы включают в себя лекции, демонстрацию кинофильмов, дискуссии с участием представителей правозащитных организаций и творческие встречи с создателями фильмов.

### О фестивале
- Международный кинофестиваль «Сталкер». Справка. РИА Новости
- 20 лет со «Сталкером». Газета «Совершенно секретно»
- Вагон чая для зоны. Искусство кино
- «Сталкер» — на защите прав документального кино. Радио «Свобода»
- «Сталкер» на защите личности. Радио «Свобода»

### Сайты
- stalkerfest.org — официальный сайт Сталкер
- Международный фестиваль фильмов о правах человека «Сталкер»